# Saifedine Alekma
Saifedine Alekma (ur. 19 października 1994) – francuski zapaśnik walczący w stylu wolnym. Zajął jedenaste miejsce na mistrzostwach świata w 2021. Wicemistrz Europy w 2021 roku.
Wicemistrz Francji w 2013, 2014, 2015, 2016, 2017, 2020; trzeci w 2012, 2018 i 2019 roku.